# Як-18
Як-18 (кодове ім'я НАТО: Max) — радянський двомісний навчально-тренувальний літак, що вироблявся з 1946 року як заміна літаку УТ-2. Як-18 широко використовувався у військовій та цивільній авіації, ставши засновником цілого сімейства літаків.

## Історія
Як-18 після війни прийшов на заміну навчально-тренувальному літакові УТ-2. Головний інженер К. В. Сінєльщиков отримав завдання на проектування нового літака на основі УТ-2 від головного конструктора А. С. Яковлєва 10 грудня 1945 року. Як-18 розроблявся в двох модифікаціях. Перша призначалась для вищого пілотажу, а друга — для маршрутних польотів і відпрацювання початкових навичок штурмана. В результаті побудували дві моделі — легкий Як-18-1 і важчий Як-18-2, на якому були встановлені радіостанція, акумулятор, переговорний пристрій, електрогенератор і посадкова фара, через що маса літака збільшилась майже на сто кілограмів. Однак, все це обладнання можна було зняти, а при необхідності літак міг швидко перетворюватись на пілотажну машину.
Як-18-1 здійснив свій перший політ 6 травня 1946 року (пілот-випробовувач Г. С. Клімушкін). Як-18-2 вперше здійнявся в повітря 17 травня 1946 і до 6 червня проходив заводські випробування. Згодом Як-18-2 став розглядатись як основний апарат. Обидві моделі майже не відрізнялись за технікою пілотування. Заводські випробування завершились з високими оцінками від пілотів. З липня по вересень Як-18-2 успішно пройшов державні випробовування в Науково-дослідному інституті ВПС, в результаті яких його прийняли на озброєння.
21 березня 1947 року уряд видав постанову про запуск навчально-тренувального літака Як-18 в серійне виробництво. Згідно з постановою, серійне виробництво літака розгорталось одразу на трьох авіазаводах: № 116 в Семенівці, № 227 в Ленінграді, № 135 в Харкові.

## Технічні властивості
Загальні характеристики
- Екіпаж — 2 чол.
- Крейсерська швидкість — 205 км/г
- Максимальна швидкість — 250 км/г
- Дальність польоту — 1080 км
- Практична стеля — 6000 м
- Двигун — ПД М-11ФР
- Тяга (потужність) — 160 к.с.

Розміри
- Довжина — 8,03 м
- Розмах крил — 10,6 м
- Площа крил — 17,8 м²

Маса
- Маса порожнього літака — 769 кг
- Максимальна маса злету — 1085 кг

## Модифікації
| Як-18           | Оригінальна модель літака |
| Як-18У          | Дослідний зразок, що піднявся у повітря в 1954 році. Використовувалось абсолютно нове трьохколісне шасі з носовою опорою, що прибиралося. |
| Як-18А          | Дослідний зразок з позначенням Як-20. Обладнаний двигуном АІ-14Р з потужністю 260 к.с.; пройшов випробування в 1957 р.; мав посилену конструкцію, розмах крила 10,6 м, перепроектоване хвостове оперення, збільшений запас палива; вироблявся в великій кількості. |
| Як-18П          | Спеціалізований одномісний літак, призначений для вищого пілотажу; вироблявся з 1959 року, міг знаходитись в переверненому польоті до п'яти хвилин; випускався в двох варіантах, що відрізнялися влаштуванням кабіни пілота. |
| Як-18ПМ         | Варіант 1965 р. для вищого пілотажу з двигуном АІ-14РФ потужністю 300 к.с., зі зміщеною назад кабіною; переможець чемпіонату світу з вищого пілотажу 1966 р. в Тушино. |
| Як-18ПС         | Аналогічний варіанту Як-18ПМ, але обладнаний шасі з хвостовим колесом, що прибирається; перший політ здійснив в 1969 році. |
| Як-18Т (перший) | Тренувальний варіант Як-18У, відрізнявся від нього лише обладнанням. |
| Як-18Т          | Повністю перероблений легкий пасажирський транспортний літак, розробка якого почалась в 1964 році. Основний варіант уміщає трьох пасажирів і багаж. Чотири інших включають в себе навчально-тренувальний, удосконалений навчально-тренувальний, поштовий або вантажний з корисним навантаженням 250 кг і санітарний. Дослідний зразок здійнявся в повітря в 1967 році та проходив різні випробування аж до 1973 року. Виробництво серійних літаків почалося в 1974 р.; до 1993 року число випущених літаків перевищило 2000 одиниць; літаки обладнані двигунами М-14П потужністю 360 к.с., які забезпечують максимальну швидкість 295 км/год. |

## Експлуатанти
Афганістан

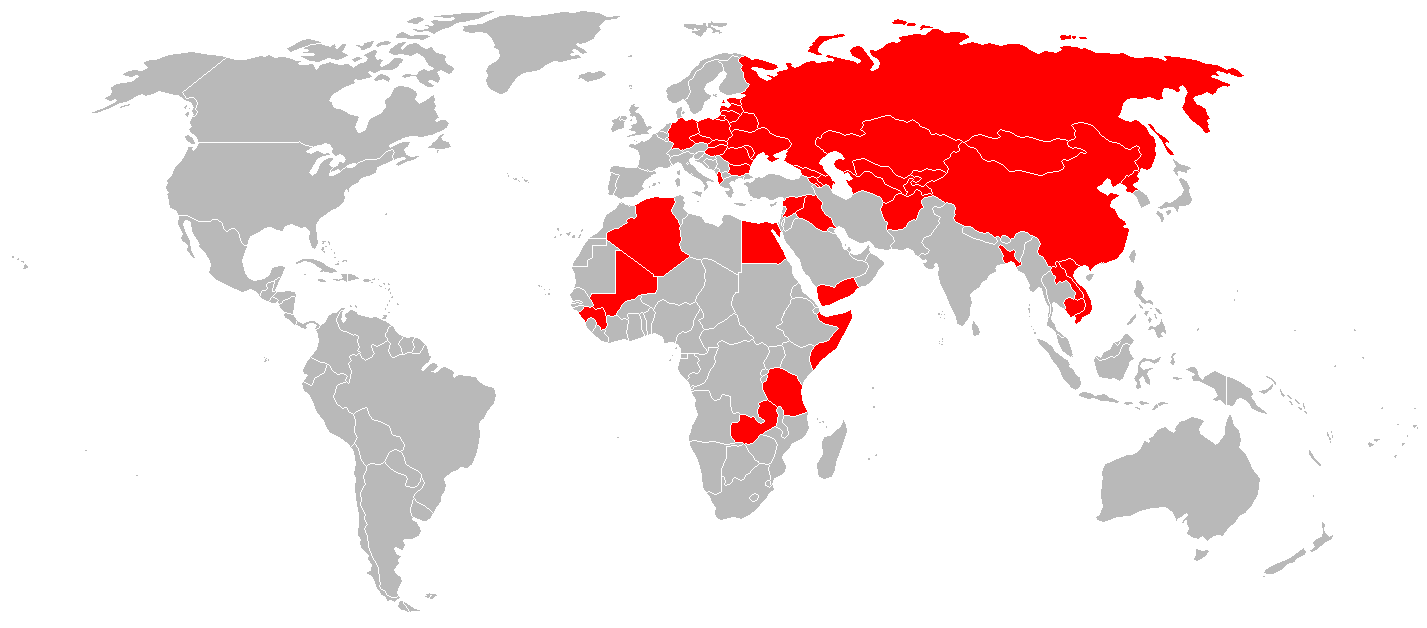
Країни експлуатанти

- Національний повітряний корпус Афганістану

 Албанія
- ВПС Албанії

 Алжир
- Військово-повітряні сили Вірменії

 Австрія
- ВПС Австрії

 Болгарія
- ВПС Болгарії

 КНР
- Військово-повітряні сили КНР

 Чехословаччина
- ВПС Чехословаччини

 НДР
- ВПС Східної Німеччини

 Єгипет
- ВПС Єгипта

 Гвінея
- ВПС Гвінеї

 Угорщина
- Військово-повітряні сили Угорщини

 Ірак
- ВПС Іраку

Кхмерська Республіка
- ВПС Кхмерської Республіки

 Лаос
- ВПС Лаосу

 Малі
- ВПС Малі

 Монголія
- ВПС Монголії

 Північна Корея
- ВПС КНДР

 Польща
- Військово-повітряні сили Польщі

 Румунія
- ВПС Румунії

 Сомалі
- ВПС Сомалі

 СРСР
- ДТСААФ
- Військово-повітряні сили СРСР

 Сирія
- ВПС Сирії

 Туркменістан
- ВПС Туркменістану

 В'єтнам
- ВПС В'єтнаму

 Ємен
- ВПС Ємену

 Замбія
- ВПС Замбії

## Додаткові факти
- У липні 1955 року на літаку Як-18 вперше самостійно здійнявся в небо Юрій Гагарін.
- У популярному радянському фільмі В бій ідуть самі «старі» Як-18 виконував роль радянських винищувачів.